# Listă de profesori ai Colegiului Reformat și Liceului Teoretic „Bolyai Farkas” din Târgu Mureș
Mai jos este o listă de profesori notabili care au predat în Colegiul Reformat din Târgu Mureș (1557-1948), respectiv în instituțiile succesoare (Liceul Maghiar de Băieți, Liceul Maghiar de Băieți Iosif Rangheț și Liceul Teoretic „Bolyai Farkas”).

## A
- Antal János (1767-1854), profesor de teologie (între 1798-1836), istorie și filologie (între 1801-1836), episcop (între 1836-1854)

## B
- Károly Bálint⁠(hu)[traduceți] (1943), sculptor, profesor de desen
- Farkas Bolyai (1775-1856), matematician, șeful disciplinelor matematică-fizică-chimie, membru al Academiei Ungare de Științe
- Sámuel Bodola⁠(hu)[traduceți] (1790-1866), profesor de teologie între 1833-1841 și 1850-1854, episcop reformat de Cluj
- János Baranyai Decsi (1560-1601), scriitor, traducător, director la Colegiul Reformat; a scris Istoria Transilvaniei, Moldovei și a Țării Românești între 1592-1598
- János Bedőházi⁠(hu)[traduceți] (1853-1915), profesor de matematică, autorul biografiei despre cei doi Bolyai

## Cs
- Sámuel Csernátoni Vajda⁠(hu)[traduceți] (1750-1803), filozof
- Péter Csokás (1587), profesor în Târgu Mureș, a scris partea maghiară a dicționarului în 10 limbi al lui Ambrosius Calepinus

## D
- Károly Demeter⁠(hu)[traduceți] (1852-1890), absolventul Universității din Viena, profesor de chimie și biologie, cercetătorul bryophytelor, membrul fondator Asociației Muzeului Ardelean
- Elek Dósa⁠(hu)[traduceți] (1803-1867), doctor în drept, membru al Academiei Ungare de Științe, poet, vicepreședintele Camerei Deputaților

## F
- József Fogarasi Pap⁠(hu)[traduceți] (1744-1784), profesor de literatură, poet

## G
- Károly Gulyás⁠(hu)[traduceți] (1873-1948), pictor, grafician, scriitor, bibliotecar în Biblioteca Teleki

## K
- Sámuel Köteles⁠(hu)[traduceți] (1770-1831), filozof, jurist, membru al Academiei Ungare de Științe
- József Koncz⁠(hu)[traduceți] (1829-1906), istoric, bibliotecar
- Sándor Kovásznai⁠(hu)[traduceți] (1730-1792) profesor de limbile latină, greacă antică și ebraică, a predat maghiară și latină lui Gheorghe Șincai[1]

## P
- Gábor Piskolti (1913-1970), pictor, profesor de desen, muzeograf la Muzeul de Artă din Târgu Mureș[2]

## Sz
- Sámuel Szabó⁠(hu)[traduceți] (1829-1905), profesorul științelor ale naturii

## T
- János Török (profesor)⁠(hu)[traduceți] (1806-1854), profesor de teologie, revoluționar în 1848-1849, membrul complotului antihabsburgic executat în 1854 la Postarét din Târgu Mureș